# Schloss Ételan

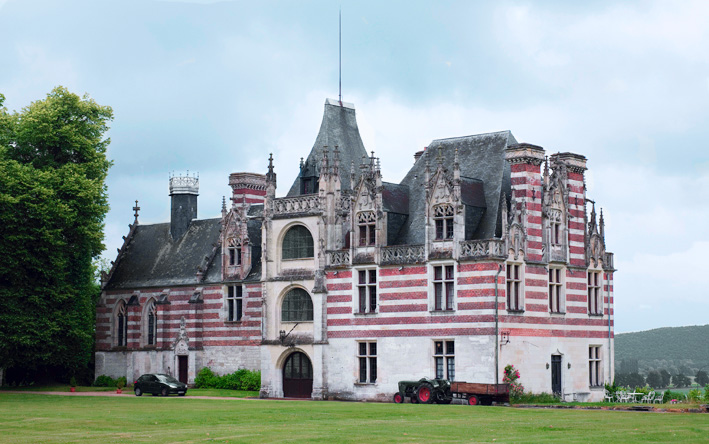
Schloss Ételan, Ansicht von Westen

Das Schloss Ételan (französisch Château dʼÉtelan) ist eine Schlossanlage in der nordfranzösischen Gemeinde Saint-Maurice-d’Ételan etwa sechs Kilometer südöstlich von Lillebonne in der Region Normandie. Das Hauptgebäude stammt vom Ende des 15. Jahrhunderts und war eines der ersten Gebäude in der Normandie, das teilweise im Stil der Renaissance errichtet wurde.
Im Laufe seiner Geschichte haben viele wichtige Persönlichkeiten dem Schloss einen Besuch abgestattet, darunter Ludwig XI., Franz I., Katharina von Medici mit ihren Kindern Karl IX., Heinrich III. und Margarete, Michel de L’Hospital, Voltaire und der Komponist André Caplet.
Die Anlage steht seit dem 16. April 1941 als eingeschriebenes Monument historique (französisch Monument historique inscrit) unter Denkmalschutz und kann von April bis Oktober entgeltlich besichtigt werden.

## Geschichte
Im 14. Jahrhundert stand am Ort des heutigen Schlosses eine befestigte Burg, deren erster bekannter Eigentümer Pierre Picart dʼE(s)telan war. 1383 gehörte sie Guillaume Picart dʼE(s)telan. Für das Jahr 1475 ist überliefert, dass der damalige Burgherr, der ebenfalls Guillaume Picart hieß, dort den französischen König Ludwig XI. empfing. Dieser gab noch im 15. Jahrhundert aus unbekanntem Grund den Befehl, die Anlage niederzulegen. Guillaumes Sohn Louis war ein Freund des Kardinals Georges d’Amboise und Rat sowie Kammerherr Ludwigs XII. Als dieser 1494 noch Herzog von Orléans war, gab er Louis de Picart 700 Livres tournois, damit er sich ein neues Schloss errichten konnte. Die Arbeiten daran dauerten bis zum Jahr 1514.
Louis vermachte den Neubau seinem Sohn François, dessen Tochter Madelaine Jean dʼEsquetot heiratete und das Schloss ihrer gemeinsamen Tochter Charlotte hinterließ. Diese brachte den Besitz in die Ehe mit dem Marschall Charles I. de Cossé. Er empfing im August 1563 auf seinem Schloss die Regentin Katharina von Medici samt ihrer Entourage, darunter ihr seinerzeit noch unmündiger Sohn Karl IX. und dessen Bruder Heinrich sowie seine Schwester Margarete und der mit dem Königshaus verwandte Heinrich von Navarra. In jenen Tagen hielten sich damit vier künftige Könige und Königinnen von Frankreich im Schloss auf.
Aus Charlottes und Charlesʼ Ehe ging neben zwei Söhnen die Tochter Jeanne hervor, die im Februar 1578 François d’Espinay de Saint-Luc heiratete und das Schloss an dessen Familie brachte. Für ihren Mann wurde Ételan zur Grafschaft erhoben. Durch den Tod François III. dʼEspinay de Saint-Lucs im Jahr 1694 erbte sein einziges Kind aus der Ehe mit Marie de Pompadour, die Tochter Marie Anne Henriette, den Besitz. Noch vor ihrer Hochzeit mit François Bertrand de Rochechouart verkaufte sie das Anwesen 1714 an Charles-Jean-François Hénault, den Präsidenten der Ersten Kammer der Untersuchungen (französisch président de la Première chambre des Enquêtes) im Parlement de Paris. Es ist wahrscheinlich, dass während seiner Zeit als Schlossherr, sein Freund Voltaire 1723/1724 auf dem Schloss wohnte.

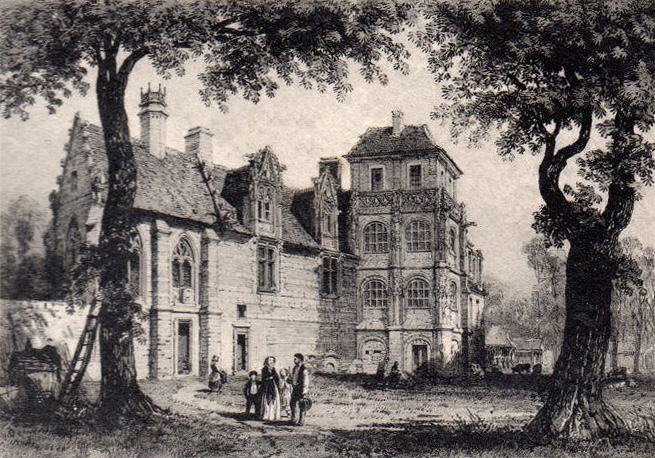
Darstellung des Schlosses mit dem nach 1867 abgebrochenen Zusatzgeschoss auf dem Treppenpavillon

1770 gelangte Schloss Ételan an François Pierre Charles Bouchard dʼEsparbès de Lusson, Graf von Jonzac. Er ließ einige Instandsetzungsarbeiten an der Anlage vornehmen, ehe er das Anwesen schon 1774 wieder verkaufte. Neuer Eigentümer wurde Jean-Baptiste-Joseph Belhomme de Glatigny, der dem Treppenpavillon des Logis 1772 ein zusätzliches Geschoss aufsetzen ließ. Er hinterließ das Schloss 1809 seiner Tochter Marie, die Adrien Charles Deshommets, den Marquis von Martainville, heiratete und den Besitz mit in die Ehe brachte. Der gemeinsame Sohn Charles François Emeric verkaufte ihn 1858 an Adrien Siméon Paul des Champs de Boishébert. Nach dessen Tod im November 1862 nahm seine Witwe Lépoldine Guy Duval dʼAngoville 1867 Restaurierungs- und Instandsetzungsarbeiten vor, denn zu jener Zeit war die Südwest-Seite des Schlosses vollständig verfallen. Dabei wurde auch das 1772 errichtete zusätzliche Geschoss wieder rückgebaut.

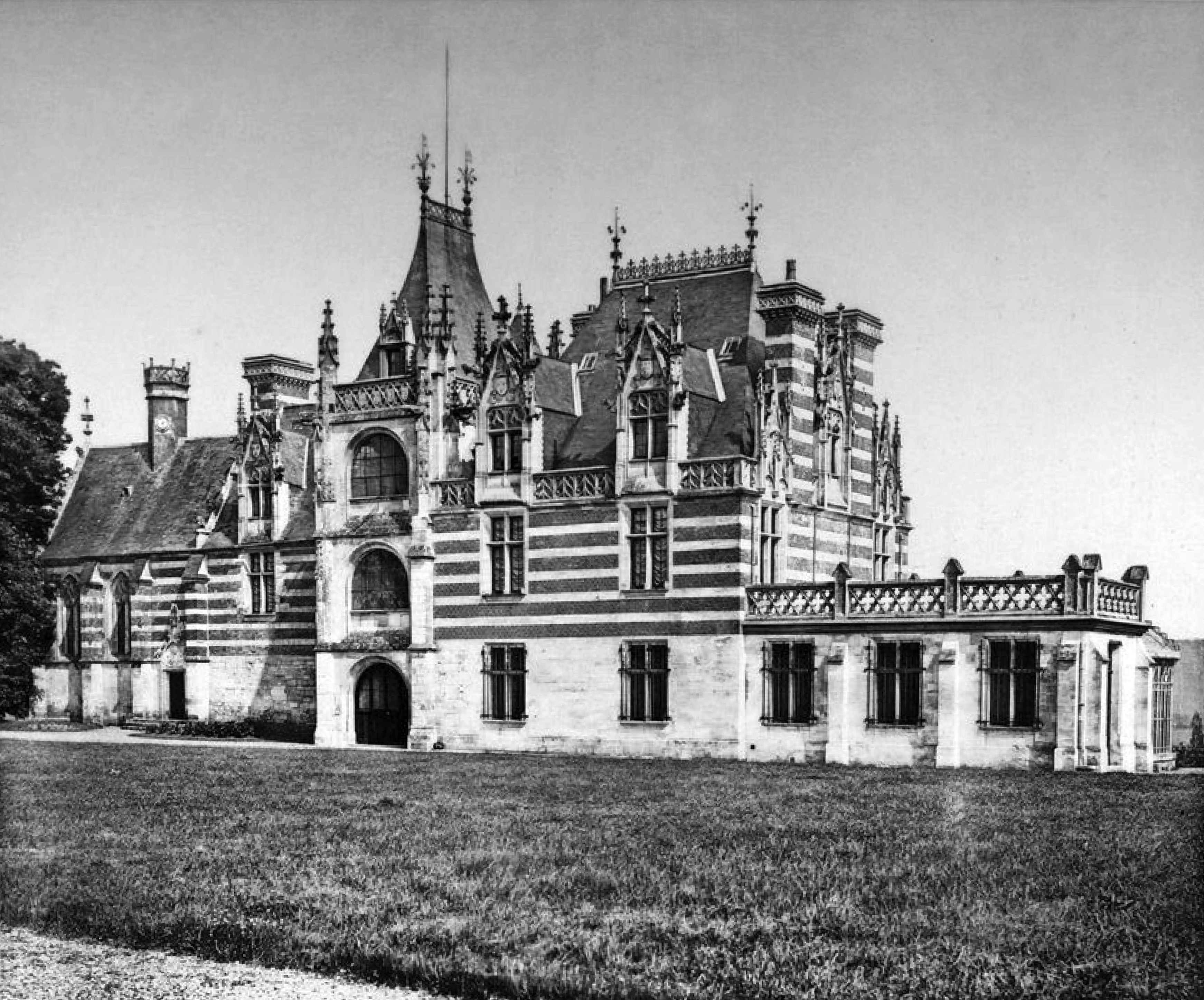
Das Schloss zu Beginn des 20. Jh.

Nächste Eigentümerin von Ételan wurde die Witwe des 1882 verstorbenen Unternehmers Auguste Desgenétais. Sie engagierte den in Rouen ansässigen Architekten Simon und ließ das Haupthaus der Anlage samt Schlosskapelle umfassend restaurieren. Nach ihrem Tod kam das Schloss an ihre Nicht Louise Anne Marguerite, die seit 1906 mit dem Marquis Gaston de Castelbajac verheiratet war. Die beiden hatten während ihrer Zeit als Schlossherren den französischen Komponisten André Caplet zu Gast, der dort seine Arbeiten an der Messe für drei Stimmen a capella abschloss. Von der Familie Castelbajac gelangte das Anwesen an die Familie Charbonnières.
Während des Zweiten Weltkriegs waren im Schloss Ételan deutsche Soldaten stationiert. Zusätzlich diente es als Ausweichunterkunft für Schüler der Schule Saint-Michel in Le Havre, die im Juni 1943 dorthin evakuiert wurden. Während des Krieges brach 1944 im Logis ein Feuer aus, das große Teile das Daches zerstörte. Dieses wurde zwar 1968 wiederhergestellt, doch konnte dies den fortschreitenden Verfall des mittlerweile leerstehenden Gebäudes nicht aufhalten. In den 1970er Jahren waren die Mauern einsturzgefährdet, und es wurde sogar über einen Abriss des Schlosses nachgedacht. Dazu kam es jedoch nicht, denn 1975 erwarb das Ehepaar Jacques und Françoise Boudier die marode Anlage, um sie wiederaufzubauen. Der vorherige Eigentümer war ein Industrieller aus dem Département Nord. Seine Pläne, das Schloss umzubauen und einer neuen Nutzung zuzuführen, waren seinerzeit gescheitert.
Die Boudiers bezogen mit ihrer Familie zuerst einmal das ehemalige Haus der Wachen (französisch maison des gardes) am Eingang des Schlossareals, denn das Hauptgebäude war zu jener Zeit nicht bewohnbar. Die neuen Schlossherren gründeten am 8. Dezember 1975 gemeinsam mit dem damaligen Bürgermeister von Saint-Maurice-dʼÉtelan, André Bettencourt, die Association des Amis du Parc et du Château dʼÉtelan, einen Verein zur Unterstützung des Schlosswiederaufbaus. Dieser dauert seit mehr als 30 Jahren an. Der erste Abschnitt der Restaurierung und des Wiederaufbaus war 1994 beendet. Die Arbeiten am Hauptgebäude und an der Schlosskapelle sind mit Hilfe des Vereins, des französischen Staates und des Départements mittlerweile völlig abgeschlossen, aber die Wirtschaftsgebäude sind bisher noch nicht fertig. Nach dem Tod Jacques Boudiers im Jahr 1999 setzte seine Witwe den Wiederaufbau alleine fort und organisierte kulturelle Veranstaltungen wie Ausstellungen und Konzerte im Schloss. Mittlerweile hat sie die Verantwortung an ihre beiden Söhne Marc und Alain übertragen. Sie führen die Geschäfte im Sinne ihrer Eltern weiter.

## Beschreibung
Schloss Ételan steht auf einer bewaldeten Anhöhe am rechten Ufer der Seine im Herzen der Region Pays de Caux. Die zum Schloss gehörende Fläche zählt zum Regionalen Naturpark Boucles de la Seine Normande. Die Anlage besteht aus einem Hauptgebäude mit anschließender Schlosskapelle und einem Wirtschaftshof, die von einem Schlosspark umgeben sind. Ein zinnenbekröntes Portal aus Kalkstein gewährt Zugang zum Schlossareal. Es wurde im 17. Jahrhundert errichtet, aber im letzten Viertel des 19. Jahrhunderts für die Witwe Auguste Desgenétaisʼ verändert. Über seiner korbbogigen Durchfahrt hängt eine steinerne Wappendarstellung. Direkt westlich neben dem Portalbau steht das Haus der Wachen, das älteste erhaltene Gebäude der Anlage. Seine Mauern bestehen – wie fast alle anderen Gebäude des Schlosses auch – aus roten Backsteinen und hellem Haustein, was im Französischen als brique-et-pierre bezeichnet wird. Im Kern stammt es etwa aus dem Jahr 1350 und ist ein Rest der mittelalterlichen Burg, die Vorgängerin des heutigen Schlosses war. Von ihr sind neben dem Haus der Wachen aber nur noch ein Stück Ringmauer und ein Keller aus dem 12. Jahrhundert erhalten.
Die ältesten Gebäude des Wirtschaftshofs wurden im 17. Jahrhundert errichtet, einige andere stammen aus dem 18. Jahrhundert. Im Gegensatz zu allen anderen Gebäuden des Anwesens besteht das Obergeschoss des Wohngebäudes im Wirtschaftshof aus Fachwerk.

### Hauptgebäude

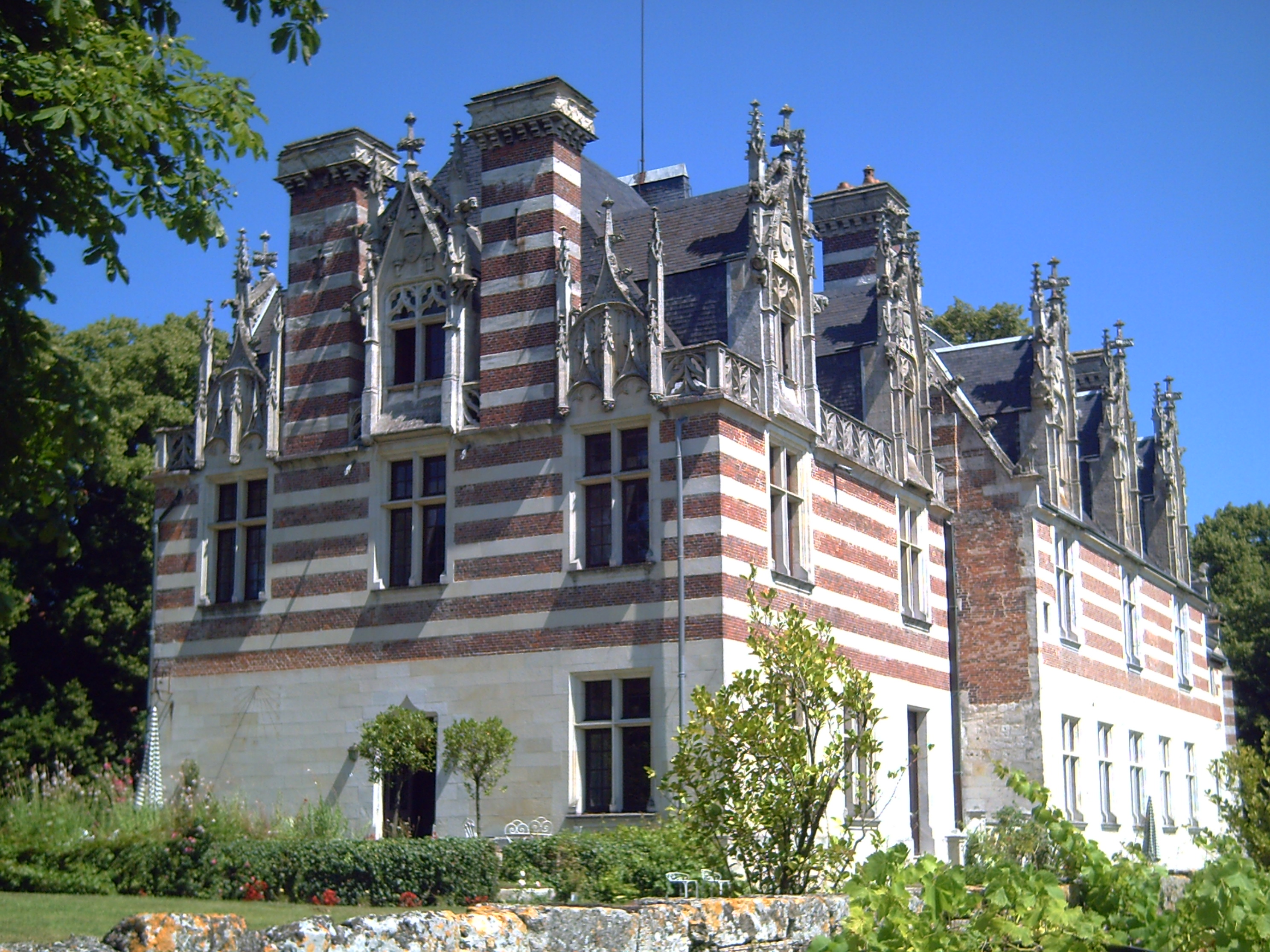
Südansicht des Logis

Das zweigeschossige Hauptgebäude im Stil des Flamboyants besteht aus einem spätgotischen Logis und einem daran anschließenden, schmaleren Flügel, der das Logis in nordöstlicher Richtung verlängert. Beide Bauten stammen aus der Zeit vor 1500 und wurden um die Jahrhundertwende durch einen Pavillonbau miteinander verbunden. Dieser Pavillon steht in der Ecke von Logis und Verlängerungsflügel und nimmt das Treppenhaus auf. Seine beiden Außenseiten weisen neun große Rundbogenöffnungen (eine Haupteingangstüre im Erdgeschoss und acht verglaste Fenster) auf. Ab 1772 besaß der Treppenpavillon ein Geschoss mehr als heute. Die Legende besagt, dass dort ein Zimmer eingerichtet war, in dem die junge Tochter des Hauses, Marie de Caligny, versteckt wurde. Dieses zusätzliche Geschoss wurde etwa ein Jahrhundert später wieder abgetragen und durch das heutige, hohe Walmdach mit Schieferdeckung ersetzt. Es wurde damit in seiner Erscheinung den übrigen Schieferdächern des Hauptgebäudes angepasst.

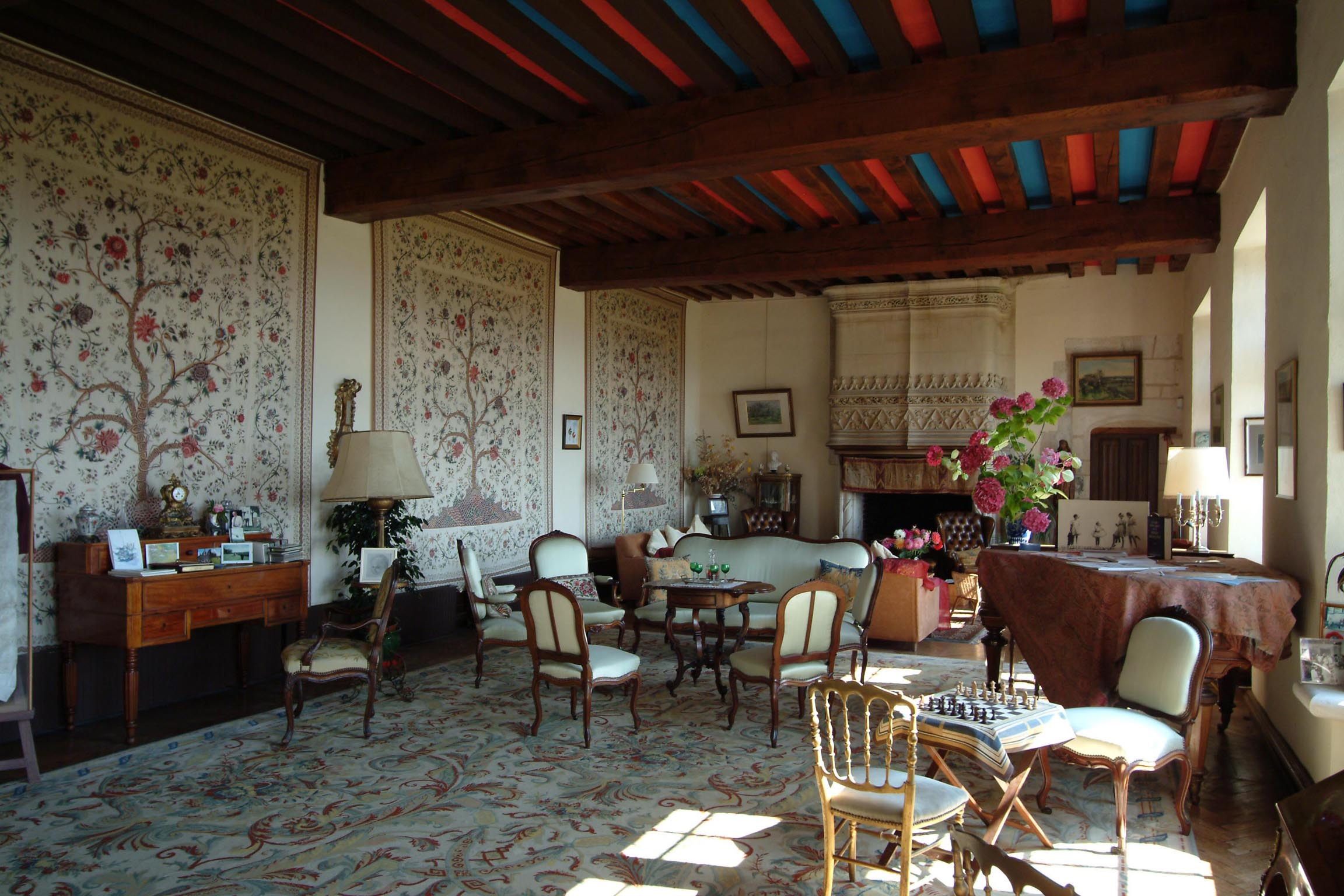
Der große Salon im Erdgeschoss

Das Erdgeschoss von Logis und Verlängerungsflügel wurde aus behauenen Kalksteinquadern errichtet, während das Mauerwerk des Obergeschosses aus sich abwechselnden Schichten von hellem Kalkstein und rotem Backstein besteht. Beide Geschosse besitzen Kreuzstockfenster. An der südwestlichen Stirnseite des Hauptgebäudes stand noch Ende des 19. Jahrhunderts ein eingeschossiger Anbau samt Wintergarten. Das Dachgeschoss besitzt Lukarnen mit einer Skulpturendekoration im Stil des Flamboyants, zum Beispiel Wappendarstellungen, Fialen und Wasserspeier. Sie ist jedoch nicht historisch, sondern wurde erst im 19. Jahrhundert hinzugefügt.
Im Inneren sind einige alte Kamine und historische Holzbalkendecken erhalten. Im großen Salon im Erdgeschoss werden heute Konzerte veranstaltet. An den Wänden hängen alte Tapisserien, und sein historischer Kamin besitzt eine kunstvoll skulptierte Haube. Im daneben liegenden Esszimmer ist ein außergewöhnlicher Kamin aus Holz erhalten. Über eine Steintreppe ist das erste Geschoss erreichbar. Der dortige große Salon wird für Wechselausstellungen genutzt. In der Südwest-Ecke jenes Geschosses liegt das Schlafzimmer der Königin (französisch chambre de la Reine), das mit seinem Namen daran erinnert, dass Katharina von Medici im 16. Jahrhundert mehrere Tage im Schloss Ételan übernachtete.

### Schlosskapelle

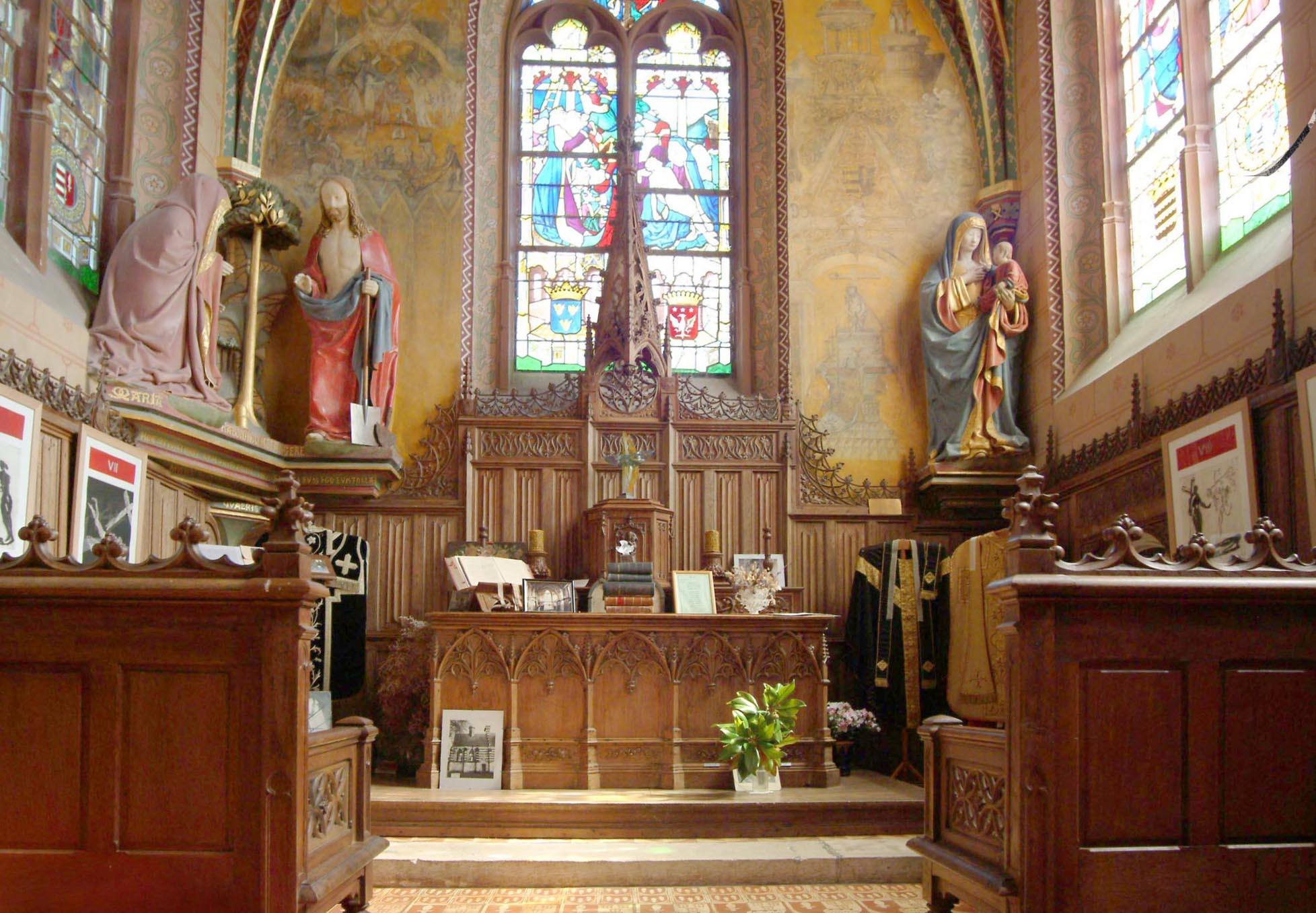
Schlosskapelle, Innenansicht

Nordöstlich des Hauptgebäudes schließt sich die Maria Magdalena geweihte Schlosskapelle an, die während des Zweiten Weltkriegs von der deutschen Besatzung als Schmiede zweckentfremdet wurde. Rechts und links ihres Portals stehen steinerne Hundeskulpturen. Das Innere wird durch Spitzbogenfenster mit Maßwerk erhellt. Ihre Verglasung überstand den Krieg vollkommen unbeschadet, weil sie zuvor demontiert worden war. Nur durch Zufall wurden die Buntglasscheiben nach Kriegsende in einem versteckten Winkel des Schlosses wiedergefunden.
Im Innenraum ist noch einiges von der originalen Innenausstattung aus dem 16. Jahrhundert vorhanden. Der Bodenbelag des Innenraums besteht aus Terrakotta-Fliesen, die das Wappen der Familie Picart dʼÉtelan zeigen, während die Wände mit einer neugotischen Täfelung aus Eichenholz verkleidet sind. Die Kapelle ist dreijochig und besitzt ein bunt bemaltes Kreuzrippengewölbe, dessen Schlusssteine skulptierte Wappendarstellungen tragen. Die Gewölbeflächen sind ebenfalls bunt bemalt und zeigen goldene Fleur-de-Lys auf blauem Grund. Kunsthistorisch besonders wertvoll ist die 1987 aufwändig restaurierte Wandmalerei des 15. Jahrhunderts hinter dem Altar. Sie kam erst nach der Trockenzeit im Jahr 1976 zum Vorschein, als sich an einigen Stellen Schimmel von der Wand löste. Das Fresko zeigt das Jüngste Gericht und die Gregorsmesse. Rechts und links oberhalb des Altars stehen bunt bemalte Skulpturen: rechts die heilige Jungfrau mit dem Kinde, auf der linken Seite Maria Magdalena kniend vor dem wiederauferstandenen Jesus.

### Schlosspark
Das Schloss ist von einem mehr als 20 Hektar großen Park umgeben. An der rückwärtigen Südost-Seite des Hauptgebäudes ist sein Areal terrassiert. Dort, wo die Terrassen enden, floss vor rund 1000 Jahren die Seine noch ganz nahe am Schloss vorbei. Im Park gibt es sehr alten Baumbestand, so zum Beispiel eine rund 200 Jahre alte Immergrüne Magnolie und eine große Kastanie sowie zwei Linden, die den Orkan Lothar im Dezember 1999 überstanden. Diese sind als „bemerkenswerter Baum“ (französisch arbre remarquable) klassifiziert. Noch bis Juni 2019 waren es drei Linden, einer dieser etwa 450 Jahre alten Bäume knickte jedoch im Sturm Miguel um. Mit den Bäumen der etwa 230 Meter langen Zufahrtsallee des Schlosses geschah 20 Jahre zuvor etwa Ähnliches: Sie überstanden den Orkan Lothar nicht und wurden von den Schlosseigentümern durch eine zweireihige Neubepflanzung ersetzt.